# جيفي ألخازيشفيلي
جيفي ألخازيشفيلي Givi Alkhazishvili (ولد عام 1944) هو شاعر وكاتب ومترجم جورجي.
أتم الدراسة الثانوية في عام 1961 ثم التحق بجامعة تبليسي الحكومية، وخدم بالجيش الأحمر بين عام 1963 حتى 1969. وتخرج من الجامعة عام 1969. نشر ألخازيشفيلي أول ديوان شعري له عام 1972. ونشر مجموعة مقالات صحفية في كتاب بعنوان «الأفكار تهاجر إلى الكلمات» عام 2004. بالإضافة إلى نشاطه الدءوب في الترجمة الأدبية.